# Robiamny Balcácer
Robiamny Nadesha Balcácer Vásquez (Las Guáranas, Duarte, 11 de mayo de 1981) es una administradora de empresas y política dominicana. En 2016 ocupó el cargo de ministra de la juventud.
Balcácer, la sexta incumbente en dirigir este ministerio, surgió de las filas del Partido de la Liberación Dominicana, y es actualmente miembro de su comité central.